# Pella coreana
Pella coreana  (лат.) — вид мирмекофильных жуков-стафилинид рода Pella из трибы Lomechusini (подсемейство Aleocharinae).

## Распространение
Южная Корея.

## Описание
Длина вытянутого тела 6,6 мм (бока субпараллельные), длина головы 0,88 мм. Основная окраска коричневая. Усики 11-члениковые. Голова фронтально округлая, с затылочным швом, без шеи. Длина глаз составляет 0,30 от ширины головы. Переднеспинка и надкрылья покрыты щетинками. Задние крылья развиты. Формула лапок (число члеников в передних, средних и задних ногах): 4—5—5. Лигула без щетинок, но с сенсиллами. Биология не исследована, но предположительно, как и другие виды своего рода имеют мирмекофильные связи с муравьями, падальщики и хищники. Вид был впервые описан в 2006 году японским колеоптерологом М. Мураямой (Munetoshi Maruyama; Department of Zoology, National Science Museum, Токио, Япония).